# Mijuško Bojović
Mijuško Bojović (sinh ngày 9 tháng 8 năm 1988) là một cầu thủ bóng đá Montenegro thi đấu ở vị trí hậu vệ cho Újpest FC tại Nemzeti Bajnokság I.